# Typhloseiella perforata
Typhloseiella perforata är en spindeldjursart som först beskrevs av Wainstein 1980.  Typhloseiella perforata ingår i släktet Typhloseiella och familjen Phytoseiidae. Inga underarter finns listade i Catalogue of Life.